# Saint-Pierre-de-Genebroz
Saint-Pierre-de-Genebroz is een gemeente in het Franse departement Savoie (regio Auvergne-Rhône-Alpes) en telt 264 inwoners (2004). De plaats maakt deel uit van het arrondissement Chambéry.

## Geografie
De oppervlakte van Saint-Pierre-de-Genebroz bedraagt 6,1 km², de bevolkingsdichtheid is 43,3 inwoners per km².
De onderstaande kaart toont de ligging van Saint-Pierre-de-Genebroz met de belangrijkste infrastructuur en aangrenzende gemeenten.

## Demografie
Onderstaande figuur toont het verloop van het inwonertal (bron: INSEE-tellingen).